# Уийлинг (Западна Вирджиния)
Уийлинг (на английски: Wheeling) е град в щата Западна Вирджиния, САЩ. По-голямата част от града се намира в окръг Охайо, а малка част от него е и в окръг Маршъл.
Уийлинг е окръжен център на окръг Охайо и е с население от 31 419 жители (2000). Общата площ на града е 41 км² (15,80 мили²). Уийлинг е бил столица на щата Западна Вирджиния между 1863 – 1870 и 1875 – 1885 г.